# Donuca memorabilis
Donuca memorabilis är en fjärilsart som beskrevs av Walker 1865. Donuca memorabilis ingår i släktet Donuca och familjen nattflyn. Inga underarter finns listade i Catalogue of Life.